# Sminthopsis bindi
Sminthopsis bindi е вид бозайник от семейство Торбести мишки (Dasyuridae).

## Разпространение
Видът е разпространен в Австралия.